# IC 4650
IC 4650 је појединачна звијезда у сазвјежђу Змај која се налази на листи објеката дубоког неба у Индекс каталогу.
Деклинација објекта је + 57° 19' 13" а ректасцензија 17h 15m 51,9s.